# Spedizione di Sabzevar
La spedizione di Sabzevar fu uno scontro combattuto tra le forze persiane dell'Impero safavide capeggiate dallo scià Tahmasp II e quelle dell'influente generale persiano Nadir. La spedizione venne lanciata in particolare per via dell'incompetenza al governo di Tahmasp e per la potenza personale raggiunta da Nadir con le sue armate. Lo scontro portò infine Nadir sul trono persiano e Tahmasp ne divenne vassallo.

## Antefatto
Dopo una breve campagna a sud del Khorasan che culminò con la battaglia di Sangan, Nadir era ora determinato ad un piano più ambizioso che avrebbe portato alla presa di Herat per soggiogare completamente gli afghani Abdali. Egli perciò si accordò con lo scià Tahmasp II per muovere insieme delle armate verso sud per convergere su Herat. Sfortunatamente per Nadir, Tahmasp per quanto incompetente, era anche estremamente geloso delle vittorie militari recentemente conseguite da Nadir e da molti del suo entourage era stato messo sotto pressione per lasciar andare Nadir al disastro senza marciare verso sud come richiesto, bensì a proclamarlo traditore dell'Impero.

## La risposta di Nadir
La reazione di Nadir al sentire di queste notizie fu immediata. Egli lasciò suo fratello a Mashad e prese il grosso dei suoi uomini con sé per incontrarsi con Tahmasp a nord dove lo scià si era unito ai curdi Qarachoorloo. Lo scià venne assediato da Nadir nel forte di Kohne Sangan dove Nadir portò dei cannoni per attuare un pesante bombardamento. I curdi iniziarono ad abbandonare la causa dello scià quando Nadir li costrinse con una trappola ad arrendersi. Tahmasp, riconoscendo la sua precaria posizione inviò un ministro a negoziare con Nadir. Nadir inizialmente era intenzionato a non ricevere questo ministro né a far pace con lo scià dal momento che, sebbene Tahmasp avesse dato la sua parola che nulla di male sarebbe stato fatto a Nadir ed ai suoi uomini, egli gli ricordò di come avesse detto la stessa frase anche a Fathali Khan che però egli stesso fece in seguito decapitare. Nadir accettò la resa di Tahmasp, ma gli proibì il ritorno sul trono persiano, riservando a sé tale onore.

## La pacificazione del nord
Dopo aver domato Tahmasp, Nadir avanzò verso Astarabad e poi verso Mazandaran portandosi verso la costa meridionale del Mar Caspio che sottomise al proprio controllo. I suoi sforzi portarono i frutti desiderati ed egli seppe assicurarsi il Khorasan e, con l'ex monarca in suo pugno, poté quindi procedere verso Herat con sicurezza e legittimazione della propria posizione come nuovo monarca persiano.